# Nation crie de Bigstone
La Nation crie de Bigstone est une bande indienne de la Première Nation des Cris de l'Alberta au Canada. Elle possède sept réserves au nord de Slave Lake. Elle a une population inscrite totale de 7 833 membres. Elle est signataire du Traité 8. En 2010, la Nation crie de Bigstone a été divisée en deux bandes, l'une continuant d'utiliser ce nom et l'autre devenant la Première Nation de Peerless Trout.

## Histoire
En 2010, la Nation crie de Bigstone a été divisée en deux bandes distinctes. La première continua d'utiliser le nom de Nation crie de Bigstone et l'autre devint la Première Nation de Peerless Trout.

## Démographie
Les membres de la Nation crie de Bigstone sont des Cris. En août 2016, la bande avait une population inscrite totale de 7 833 membres dont 57,5 % vivaient hors réserve. Selon le recensement de 2011, sur une population totale de 2 575 personnes, 99,4 % connaissent l'anglais, 64,9 % connaissent une langue autochtone et personne ne connait le français. 47,2 % de la population ont une langue autochtone encore comprise en tant que langue maternelle et 50,7 % parlent une langue autochtone à la maison.

## Géographie
La Nation crie de Bigstone possède sept réserves, toutes situées en Alberta. Le centre de service situé le plus près de la Première Nation est Slave Lake et la ville importante la plus proche est Edmonton. La réserve de la bande la plus populeuse est Wabasca 166A tandis que la plus grande en superficie est Wabasca 166,.
| Nom officiel              | Superficie (ha) | Emplacement                              |
| ------------------------- | --------------- | ---------------------------------------- |
| Desmarais Settlement      | 0               |                                          |
| Jean Baptiste Gambler 183 | 198,7           |                                          |
| Wabasca 166               | 8 452,4         | à 80 km au nord de Slave Lake            |
| Wabasca 166A              | 682,1           | sur la rive nord du lac Wabasca Sud      |
| Wabasca 166B              | 2 413,4         |                                          |
| Wabasca 166C              | 3 502,6         | sur la rive nord-est du lac Wabasca Nord |
| Wabasca 166D              | 5 817,4         | à 78 km au nord de Slave Lake            |

## Gouvernement
La Nation crie de Bigstone est gouvernée par un conseil tribal élu selon un système électoral selon la coutume basé sur la section 10 de la Loi sur les Indiens. Pour le mandat de 2014 à 2018, ce conseil est composé du chef Gordon Auger et de 10 conseillers.